# Delfino (1892)
Delfino – włoski okręt podwodny zwodowany prawdopodobnie w roku 1892, w stoczni La Spezia. Jednostka została zaprojektowana przez Giacinto Pullino, na skutek decyzji włoskiej Admiralicji o budowie okrętu większego od wcześniejszej jednostki tego samego konstruktora "Pullino". "Delfino" zbudowany został w układzie jednokadłubowym z głównym zbiornikiem balastowym w śródokręciu i zbiornikami trymującymi na dziobie i rufie. Kontrola głębokości zanurzenia odbywała się także za pomocą pary sterów głębokości na przedzie okrętu oraz dwóch pionowych śrub napędzanych silnikiem elektrycznym, służących do wspomagania pływania w zanurzeniu oraz utrzymywania żądanej głębokości.
Między 1902 a 1904 rokiem, "Delfino" został przebudowany. Dodano duży pomost przechodzący, w celu zaś pływania nawodnego dodano 130-konny silnik benzynowy. Zainstalowano też stały peryskop oraz wymieniono dotychczasową wyrzutnię torpedową na inną, o kalibrze 450 mm. Dokonane zmiany zwiększyły wyporność nawodną do 102 ton, podwodną zaś do 113 ton – wzrósł też nawodny zasięg okrętu do 165 mil morskich. Po służbie w charakterze okrętu szkoleniowego w trakcie I wojny światowej, 16 stycznia 1919 roku "Delfino" został wykreślony ze stanu floty.